# 취약점 스캐너
취약점 스캐너(vulnerability scanner)는 컴퓨터, 컴퓨터 시스템, 네트워크 또는 애플리케이션의 취약점을 평가하는 용도로 만들어진 컴퓨터 프로그램이다.
이것들은 취약점 관리의 한 부분으로서 실행될 수 있다. 보통 시스템 보안 관련 종사자나 비인가 접근을 찾는 해커들에 의해 수행된다.

## 종류
- 포트 스캐너 (e.g. Nmap)
- 네트워크 취약점 스캐너 (e.g. Nessus, SAINT, OpenVAS)
- 웹 애플리케이션 보안 스캐너 (e.g. Nikto, w3af)
- 데이터베이스 보안 스캐너
- 호스트 기반 취약점 스캐너 (Lynis)
- ERP 보안 스캐너
- 단일 취약점 테스트

## 같이 보기
- 컴퓨터 보안
- 브라우저 보안
- 컴퓨터 비상 대응팀
- 정보 보안
- 인터넷 보안
- 모바일 보안